# 松島栄次
松島 栄次（まつしま えいじ）は、日本の機械工学者。大阪工業大学工学部機械工学科准教授。工学博士（慶應義塾大学）。元日本熱物性学会評議員。元日本機械学会関西学生会顧問・関西支部MECHAVOCATION編集委員会2017実行委員。
専門は、伝熱工学・熱物性工学（特にFGM）、原子力工学・炉工学。

## 略歴
1984年慶應義塾大学工学部機械工学科卒業。石川島播磨重工業（IHI）技術研究所にて、原子力工学に関する熱伝導研究などに従事。1994年慶應義塾大学大学院理工学研究科機械工学専攻博士課程修了、工学博士（慶應義塾大学）。
同年、大阪工業大学工学部機械工学科に着任し、現在は同学科准教授。
主な所属学会は、日本機械学会、日本原子力学会、日本熱物性学会、日本伝熱学会など。主な受賞は、日本機械学会奨励賞(1996)、日本熱物性学会賞奨励賞など。主な著書は、「電磁超音波法の熱拡散率測定への応用」（共著、日本工業出版1997、学術書）など。

## 主な研究
- 高レベル放射性廃棄物の深地層処分用緩衝材中の熱伝導の研究
- 電磁超音波法の熱拡散率測定への応用 - 音速と熱拡散率の同時測定原理とその健全性に関する研究 [3]
- 電磁力を応用した電気物性と熱物性の同時測定法の開発
- 高温域における熱物性値測定法の開発
- 傾斜機能材料（FGM）の熱物性に関する研究[4]
- 炭素繊維強化炭素複合材料の熱物性に関する研究[5]
- CO2削減効果をもたらす新断熱材の開発[6]。